# Муслюмкино
Муслюмкино — село в Чистопольском районе Татарстана. Административный центр Муслюмкинского сельского поселения.

## География
Находится в центральной части Татарстана на расстоянии приблизительно 16 км по прямой на юг от районного центра города Чистополь.

## История
Основано в XVII веке. В начале XX века действовали 2 мечети и волостное правление.
В «Списке населенных мест по сведениям 1859 года», изданном в 1866 году, населённый пункт упомянут как казённая деревня Муслюмкина 2-го стана Чистопольского уезда Казанской губернии. Располагалась при речке Муслюмке, на торговой дороге из Чистополя в Самару, в 22 верстах от уездного города Чистополя и в 30 верстах от становой квартиры в казённом пригороде Билярске (Буляре). В деревне, в 221 дворе жили 1538 человек (799 мужчин и 739 женщин), была мечеть.

## Население
Постоянных жителей было: в 1782 — 176 душ муж. пола; в 1859 — 1561, в 1897 — 1967, в 1908 — 2057, в 1920 — 2051, в 1926 — 1678, в 1938 — 1276, в 1949 — 901, в 1958 — 1086, в 1970 — 1047, в 1979 — 784, в 1989 — 616, в 2002 — 686 (татары 99 %), 571 — в 2010.